# Triallat
Triallat ist ein Wirkstoff zum Pflanzenschutz und eine chemische Verbindung aus der Gruppe der Thiocarbamate.

## Geschichte
Triallat wurde in den 1960er Jahren von der Firma Monsanto auf den Markt gebracht.

## Verwendung
Triallat wird als Herbizid (stört die Zellteilungsvorgänge) zur Bekämpfung von Flughafer und Windhalm in Getreiden (ausgenommen Hafer), in Rüben, Mais, Gemüse- und Futtererbsen verwendet. Es wird dazu in flüssiger Form (gelöst z. B. in Acetonitril) eingesetzt.

## Zulassung
In einigen Staaten der EU besteht für Triallat eine Zulassung als Pflanzenschutzmittel, nicht jedoch in Deutschland, Österreich und in der Schweiz.

## Sicherheitshinweise
Bei höheren Temperaturen ist Triallat instabil und zersetzt sich, wobei Stickoxide, Chlorwasserstoff und Schwefeloxide entstehen.